# Eurystomus
Eurystomus es un género de aves coraciformes, uno de los dos géneros pertenecientes a la familia Coraciidae. Contiene cuatro especies que crían en África, Asia y Australasia. Dos de sus especies se encuentran solo en África, y una de ellas, la carraca picogorda, es migratoria. En cambio, la carraca oriental está ampliamente distribuida desde la India hasta Japón y Australia. Además es migratoria en los extremos norte y sur de su área de distribución. La última especie, la carraca moluqueña es endémica de las islas Molucas, en Indonesia. En general son aves forestales y de sabana, aunque prefieren buscar alimento en espacios abiertos.

## Características
Los miembros de Eurystomus son aves de pico ancho que se diferencian del otro género de carracas, Coracias por tener alas proporcionalmente más largas y las patas más cortas. Esta diferencia morfológica refleja las diferencias en las técnicas de caza, mientras que los miembros de Coracias cazan al acecho desde un posadero y se lanzan en picado al suelo para atrapar a sus presas, las más ágiles y rápidas carracas de Eurystomus atrapan a sus presas al vuelo. A diferencia de los miembros de Coracias, no emiten el característico graznido entrecortado que hace que se llame carracas a todos los miembros de la familia.

## Especies
Las cuatro especies que integran el género son:
- Eurystomus gularis - carraca gorgiazul;
- Eurystomus glaucurus - carraca picogorda;
- Eurystomus orientalis - carraca oriental;
- Eurystomus azureus - carraca moluqueña.